# Grandisol
Grandisol ist ein Naturstoff mit der Summenformel C10H18O. Es handelt sich um ein Monoterpen, das einen Cyclobutanring, eine Alkoholgruppe, eine Doppelbindung und zwei Stereozentren enthält.
Grandisol ist ein Pheromon, das in erster Linie als Lockstoff des Baumwollkapselkäfers Anthonomus grandis von Bedeutung ist, daher der Name. Es ist auch ein Pheromon für andere Insekten. Der Baumwollkapselkäfer ist ein Ernteschädling, der bedeutenden ökonomischen Schaden anrichten kann.

## Synthese
Grandisol wurde erstmals 1969 von J. Tumlinson et al. an der Mississippi State University isoliert, identifiziert und synthetisiert.
Die aktuelle Synthese mit der größten Ausbeute wurde im Januar 2010 von Chemikern der Furman University publiziert. Obwohl enantioselektive Synthesen bekannt sind, hat sich racemisches Grandisol als ebenso wirksam für die Anziehung von Baumwollkapselkäfern erwiesen, wie das reine Enantiomer. Für den Pflanzenschutz kann das Racemat dieses Pheromons von Nutzen sein.
Die Synthese von enantioselektivem Grandisol könnte dennoch sinnvoll sein, denn für das Pheromon gibt es ein Anwendungspotential als Arzneistoff.